# Patrick Devlin, Baron Devlin
Patrick Arthur Devlin, Baron Devlin PC (* 25. November 1905 in Chislehurst; † 9. August 1992 in Pewsey, Wiltshire) war ein britischer Jurist, der zuletzt als Lord of Appeal in Ordinary aufgrund des Appellate Jurisdiction Act 1876 als Life Peer auch Mitglied des House of Lords war.

## Leben

### Rechtsanwalt und Richter am High Court of Justice
Devlin, Sohn eines aus der nordirischen Provinz Ulster stammenden Vaters sowie einer aus Schottland kommenden Mutter, wuchs in Aberdeen auf und absolvierte nach dem Besuch des Stonyhurst College ein Studium der Rechtswissenschaften am Christ’s College der University of Cambridge. Nach Beendigung des Studiums erhielt er 1929 seine anwaltliche Zulassung bei der Rechtsanwaltskammer (Inns of Court) von Gray’s Inn und nahm danach eine Tätigkeit als Barrister auf, wobei er sich insbesondere auf Handelsrecht spezialisierte.
1948 wurde er Richter an dem für England und Wales zuständigen  High Court of Justice und bekleidete dieses Richteramt bis 1960. Zugleich wurde er 1948 zum Knight Bachelor geschlagen und führte seither den Namenszusatz „Sir“. Am High Court of Justice war er 1957 Vorsitzender Richter im Strafprozess gegen den mutmaßlichen Serienmörder John Bodkin Adams, der letztlich freigesprochen wurde. Der Prozess führte zur Einführung des sogenannten Prinzips der Doppelwirkung in das englische Recht ein, wonach ein Arzt, der im Willen, Schmerzen seines Patienten zu stillen, unbeabsichtigt den Tod des Patienten herbeiführt, nicht des Mordes angeklagt werden darf. Zweitens wurde aufgrund des enormen öffentlichen Andrangs bei Adams Anhörung, dem Angeklagten zugestanden, den Ausschluss der Öffentlichkeit zu beantragen. Seine Erfahrungen in diesem Prozess beschrieb er 1985 in seinem Buch Easing the passing: The trial of Doctor John Bodkin Adams, und war damit der erste britische Richter, der ein Buch über ein von ihm geleiteten Strafprozess verfasste.
1959 verfasste er darüber hinaus im Auftrag von Premierminister Harold Macmillan einen Bericht über die Kolonialherrschaft Großbritanniens in Nyassaland.

### Lordrichter und Oberhausmitglied
Nach Beendigung dieser Richtertätigkeit erfolgte 1960 seine Berufung zum Richter (Lord Justice of Appeal) am Court of Appeal, dem für England und Wales zuständigen Appellationsgericht, an dem er bis 1961 tätig war. Daneben wurde er 1960 auch zum Privy Councillor ernannt.
Zuletzt wurde Devlin durch ein Letters Patent vom 11. Oktober 1961 aufgrund des Appellate Jurisdiction Act 1876 als Life Peer mit dem Titel Baron Devlin, of West Wick in the County of Wiltshire, zum Mitglied des House of Lords in den Adelsstand berufen und wirkte bis zu seinem Rücktritt 1964 als Lordrichter (Lord of Appeal in Ordinary). 1963 wurde er Mitglied (Fellow) der British Academy.
Nach seinem Rücktritt als Lordrichter wirkte er von 1964 bis 1986 als Richter am Verwaltungstribunal der Internationalen Arbeitsorganisation (ILO) sowie zeitgleich zwischen 1964 und 1969 als Vorsitzender des Presserates. Daneben fungierte er von 1966 bis 1991 als Vizekanzler (High Steward) der University of Cambridge.
In den 1980er Jahren engagierte er sich zusammen mit Leslie Scarman, Baron Scarman, der ebenfalls Richter am High Court of Justice, Lord of Appeal sowie Lord of Appeal in Ordinary, in Kampagnen, die eine prozessuale Neuaufnahme der Gerichtsverfahren gegen die Guildford Four sowie die Maguire Seven.

## Veröffentlichungen
- Trial by Jury, Stevens & Sons, 1956, 2. Auflage 1966
- The Enforcement of Morals, Oxford, Oxford University Press, 1965, 2. Auflage 1968
- Too proud to Fight. Biography of Woodrow Wilson, 1974
- The Judge, Oxford University Press, 1979, 2. Auflage 1981
- Easing the Passing. The trial of Doctor John Bodkin Adams, The Bodley Head, 1985